# Obszar Chronionego Krajobrazu Pojezierze Drawskie

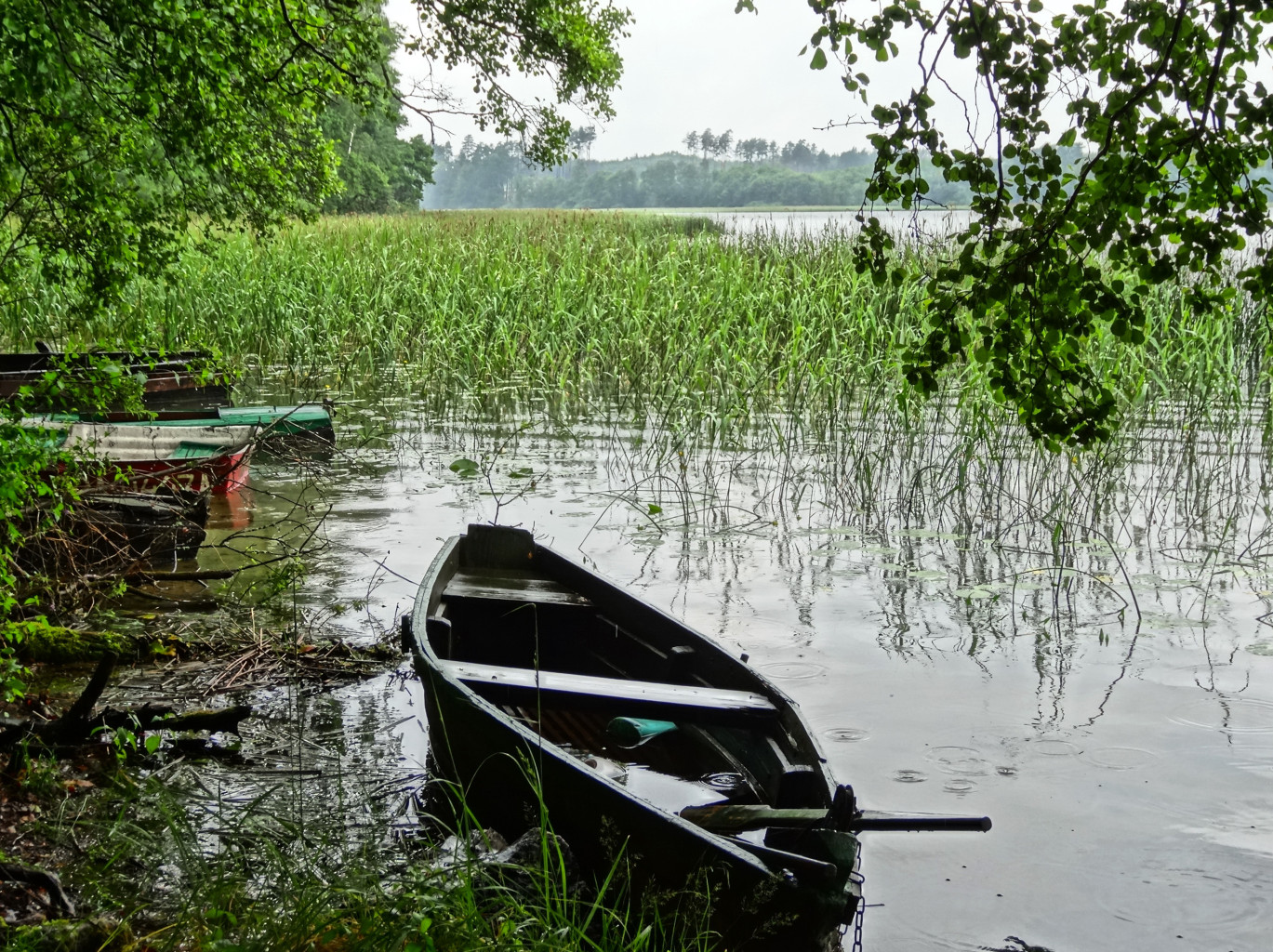
Krajobraz obszaru

Pojezierze Drawskie – obszar chronionego krajobrazu o powierzchni 92 616,4 ha w woj. zachodniopomorskim. Został utworzony w 1975 roku. W granicach tego obszaru mieści się większość terytorium Drawskiego Parku Krajobrazowego i jego otuliny.
Teren OChK „Pojezierze Drawskie” należy do następujących jednostek administracyjnych:
- powiat drawski – gmina Czaplinek, gmina Drawsko Pomorskie, gmina Kalisz Pomorski, gmina Ostrowice, gmina Wierzchowo, gmina Złocieniec,
- powiat szczecinecki – miasto Szczecinek, gmina Szczecinek, gmina Barwice, gmina Borne Sulinowo,
- powiat świdwiński – gmina Brzeżno, gmina Połczyn-Zdrój, gmina Świdwin.

W granicach OChK „Pojezierze Drawskie” znajduje się 9 rezerwatów: Bagno Ciemino, Brunatna Gleba, Brzozowe Bagno koło Czaplinka, Dęby Wilczkowskie, Dolina Pięciu Jezior, Jezioro Czarnówek, Jezioro Prosino, Torfowisko nad Jeziorem Morzysław Mały i Zielone Bagna.
Nadzór nad obszarem sprawuje Sejmik Województwa Zachodniopomorskiego.